# Měčín
Měčín (en allemand : Metschin, précédemment : Mirtschin ou Mietschin) est une ville du district de Klatovy, dans la région de Plzeň, en République tchèque. Sa population s'élevait à 1 123 habitants en 2023.

## Géographie
Měčín se trouve à 13 km au nord-est de Klatovy, à 29 km au sud de Plzeň et à 100 km au sud-ouest de Prague.
La commune est limitée par Kbel, Týniště et Skašov au nord, par Žinkovy et Neurazy à l'est, par Mlýnské Struhadlo, Plánice et Předslav au sud, et par Švihov à l'ouest.

## Histoire
La première mention écrite de la localité date de 1352.

## Galerie

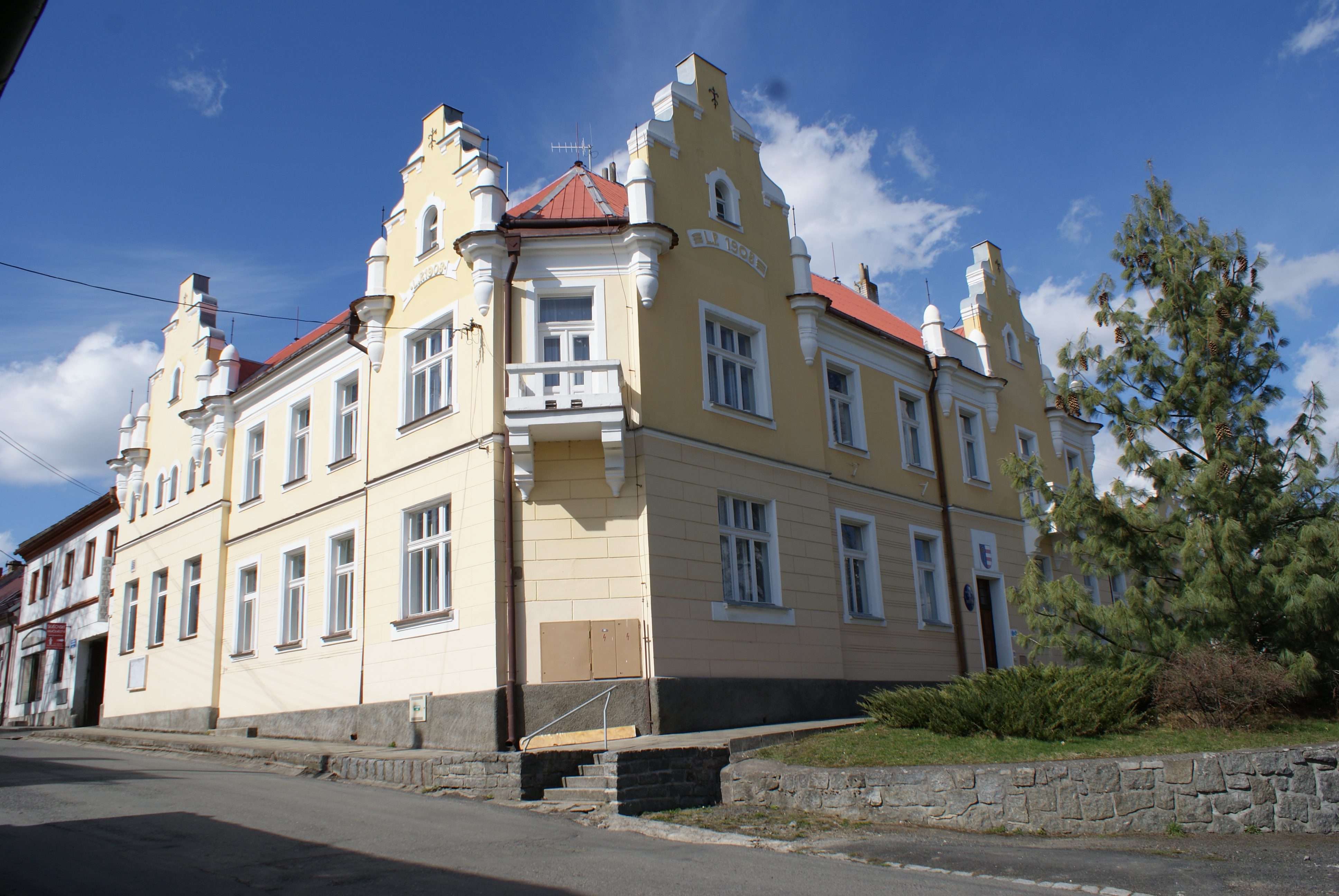
Měčín : l'hôtel de ville.
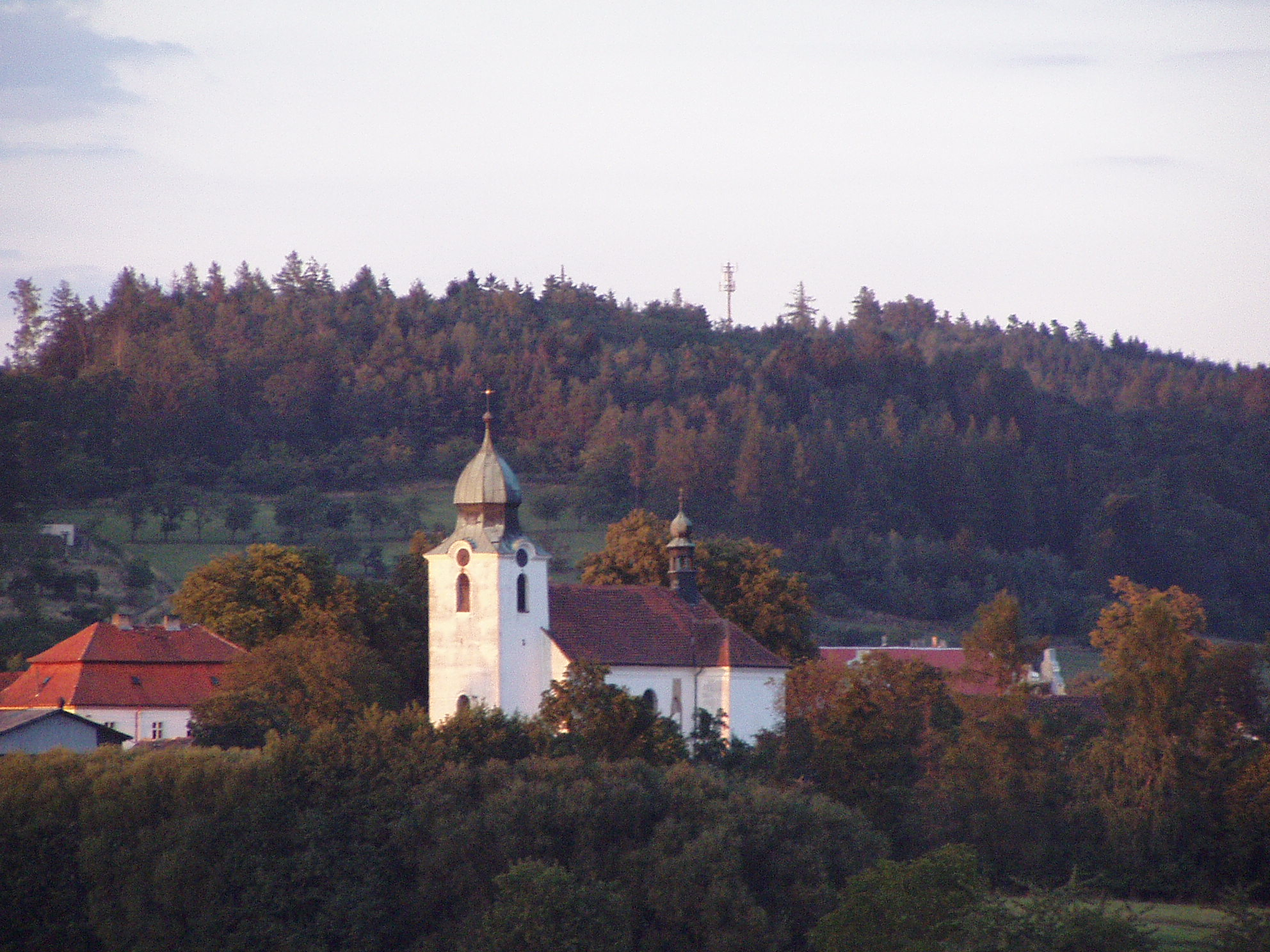
L'église Saint-Nicolas.

## Administration
La commune se compose de neuf sections :
- Měčín
- Bíluky
- Hráz
- Nedanice
- Nedaničky
- Osobovy
- Petrovice
- Radkovice
- Třebýcina

## Transports
Par la route, Měčín se trouve à 14 km du centre de Klatovy, à 15 km de Přeštice, à 37 km de Plzeň et à 121 km de Prague.